# Gran Premio motociclistico di Catalogna 2001
Il Gran Premio motociclistico di Catalogna 2001 corso il 17 giugno, è stato il sesto Gran Premio della stagione 2001 del motomondiale e ha visto vincere: la Honda di Valentino Rossi nella classe 500, Daijirō Katō nella classe 250 e Lucio Cecchinello nella classe 125.

## Classe 500

### Arrivati al traguardo
| Pos | Nº | Pilota                   | Squadra                    | Motocicletta | Giri | Tempo     | Griglia | Punti |
| --- | -- | ------------------------ | -------------------------- | ------------ | ---- | --------- | ------- | ----- |
| 1   | 46 | Valentino Rossi          | Nastro Azzurro Honda       | Honda        | 25   | 44:57.142 | 1       | 25    |
| 2   | 3  | Max Biaggi               | Marlboro Yamaha            | Yamaha       | 25   | +2.579    | 4       | 20    |
| 3   | 65 | Loris Capirossi          | West Honda Pons            | Honda        | 25   | +3.216    | 3       | 16    |
| 4   | 56 | Shin'ya Nakano           | Gauloises Yamaha Tech 3    | Yamaha       | 25   | +3.257    | 2       | 13    |
| 5   | 15 | Sete Gibernau            | Telefonica Movistar Suzuki | Suzuki       | 25   | +3.989    | 10      | 11    |
| 6   | 6  | Norick Abe               | Antena 3 Yamaha-d'Antin    | Yamaha       | 25   | +4.705    | 8       | 10    |
| 7   | 11 | Tōru Ukawa               | Repsol YPF Honda           | Honda        | 25   | +4.769    | 9       | 9     |
| 8   | 7  | Carlos Checa             | Marlboro Yamaha            | Yamaha       | 25   | +13.459   | 12      | 8     |
| 9   | 17 | Jurgen van den Goorbergh | Proton TEAM KR             | Proton KR    | 25   | +13.903   | 6       | 7     |
| 10  | 41 | Noriyuki Haga            | Red Bull Yamaha WCM        | Yamaha       | 25   | +19.616   | 13      | 6     |
| 11  | 28 | Àlex Crivillé            | Repsol YPF Honda           | Honda        | 25   | +26.378   | 11      | 5     |
| 12  | 19 | Olivier Jacque           | Gauloises Yamaha Tech 3    | Yamaha       | 25   | +37.301   | 15      | 6     |
| 13  | 8  | Chris Walker             | Shell Advance Honda        | Honda        | 25   | +1:01.010 | 17      | 3     |
| 14  | 10 | José Luis Cardoso        | Antena 3 Yamaha-d'Antin    | Yamaha       | 25   | +1:13.371 | 15      | 2     |
| 15  | 12 | Haruchika Aoki           | Arie Molenaar Racing       | Honda        | 25   | +1:19.363 | 18      | 1     |
| 16  | 24 | Jason Vincent            | Pulse GP                   | Pulse        | 25   | +1:19.756 | 20      |       |
| 17  | 16 | Johan Stigefelt          | Sabre Sport                | Sabre V4     | 25   | +1:24.089 | 22      |       |
| 18  | 68 | Mark Willis              | Pulse GP                   | Pulse        | 23   | +2 giri   | 21      |       |

### Ritirati
| Nº | Pilota           | Squadra                    | Motocicletta | Giri | Griglia |
| -- | ---------------- | -------------------------- | ------------ | ---- | ------- |
| 14 | Anthony West     | Dee Cee Jeans Racing       | Honda        | 6    | 19      |
| 4  | Alex Barros      | West Honda Pons            | Honda        | 6    | 5       |
| 1  | Kenny Roberts Jr | Telefonica Movistar Suzuki | Suzuki       | 3    | 7       |

### Non partito
| Nº | Pilota      | Squadra             | Motocicletta | Griglia |
| -- | ----------- | ------------------- | ------------ | ------- |
| 5  | Garry McCoy | Red Bull Yamaha WCM | Yamaha       | 14      |

### Non qualificato
| Nº | Pilota      | Squadra             | Motocicletta |
| -- | ----------- | ------------------- | ------------ |
| 9  | Leon Haslam | Shell Advance Honda | Honda        |

## Classe 250

### Arrivati al traguardo
| Pos | Nº | Pilota             | Squadra                     | Motocicletta | Giri | Tempo     | Griglia | Punti |
| --- | -- | ------------------ | --------------------------- | ------------ | ---- | --------- | ------- | ----- |
| 1   | 74 | Daijirō Katō       | Telefonica Movistar Honda   | Honda        | 23   | 41:40.347 | 1       | 25    |
| 2   | 31 | Tetsuya Harada     | MS Aprilia Racing           | Aprilia      | 23   | +0.114    | 2       | 20    |
| 3   | 44 | Roberto Rolfo      | Safilo Oxydo Race           | Aprilia      | 23   | +12.573   | 6       | 16    |
| 4   | 15 | Roberto Locatelli  | MS Eros Ramazzotti Racing   | Aprilia      | 23   | +19.077   | 8       | 13    |
| 5   | 10 | Fonsi Nieto        | Valencia Circuit Aspar      | Aprilia      | 23   | +22.776   | 3       | 11    |
| 6   | 99 | Jeremy McWilliams  | MS Aprilia Racing           | Aprilia      | 23   | +22.853   | 5       | 10    |
| 7   | 7  | Emilio Alzamora    | Telefonica Movistar Honda   | Honda        | 23   | +22.876   | 7       | 9     |
| 8   | 81 | Randy de Puniet    | Equipe de France - Scrab GP | Aprilia      | 23   | +31.224   | 9       | 8     |
| 9   | 66 | Alex Hofmann       | Dark Dog Racing Factory     | Aprilia      | 23   | +33.567   | 14      | 7     |
| 10  | 8  | Naoki Matsudo      | Petronas Sprinta Yamaha TVK | Yamaha       | 23   | +37.754   | 11      | 6     |
| 11  | 6  | Alex Debón         | Valencia Circuit Aspar      | Aprilia      | 23   | +38.039   | 10      | 5     |
| 12  | 18 | Shahrol Yuzy       | Petronas Sprinta Yamaha TVK | Yamaha       | 23   | +38.100   | 21      | 4     |
| 13  | 46 | Tarō Sekiguchi     | Edo Racing                  | Yamaha       | 23   | +38.182   | 18      | 3     |
| 14  | 9  | Sebastián Porto    | Yamaha Kurz                 | Yamaha       | 23   | +38.312   | 15      | 2     |
| 15  | 12 | Klaus Nöhles       | MS Aprilia Racing           | Aprilia      | 23   | +38.701   | 12      | 1     |
| 16  | 42 | David Checa        | Team Fomma                  | Honda        | 23   | +42.643   | 17      |       |
| 17  | 37 | Luca Boscoscuro    | Campetella Racing           | Aprilia      | 23   | +42.647   | 20      |       |
| 18  | 50 | Sylvain Guintoli   | Equipe de France - Scrab GP | Aprilia      | 23   | +49.236   | 16      |       |
| 19  | 57 | Lorenzo Lanzi      | Campetella Racing           | Aprilia      | 23   | +50.798   | 19      |       |
| 20  | 21 | Franco Battaini    | MS Eros Ramazzotti Racing   | Aprilia      | 23   | +56.073   | 13      |       |
| 21  | 22 | David de Gea       | Antena 3 Yamaha-d'Antin     | Yamaha       | 23   | +1:30.364 | 23      |       |
| 22  | 16 | David Tomás        | By Queroseno Racing         | Honda        | 23   | +1:30.432 | 24      |       |
| 23  | 11 | Riccardo Chiarello | Aprilia Grand Prix          | Aprilia      | 23   | +1:53.441 | 26      |       |
| 24  | 38 | Álvaro Molina      | Kolmer Racing               | Yamaha       | 23   | +1:53.584 | 27      |       |
| 25  | 36 | Luis Costa         | Antena 3 Yamaha-d'Antin     | Yamaha       | 22   | +1 giro   | 29      |       |
| 26  | 98 | Katja Poensgen     | Dark Dog Racing Factory     | Aprilia      | 22   | +1 giro   | 25      |       |

### Ritirati
| Nº | Pilota         | Squadra           | Motocicletta | Giri | Griglia |
| -- | -------------- | ----------------- | ------------ | ---- | ------- |
| 5  | Marco Melandri | MS Aprilia Racing | Aprilia      | 10   | 4       |
| 20 | Jerónimo Vidal | PR2 Metrored      | Aprilia      | 6    | 22      |
| 45 | Stuart Edwards | FCC-TSR           | Honda        | 5    | 30      |

### Non partito
| Nº | Pilota       | Squadra     | Motocicletta | Griglia |
| -- | ------------ | ----------- | ------------ | ------- |
| 23 | Cesar Barros | Yamaha Kurz | Yamaha       | 28      |

## Classe 125

### Arrivati al traguardo
| Pos | Nº | Pilota               | Squadra                  | Motocicletta | Giri | Tempo     | Griglia | Punti |
| --- | -- | -------------------- | ------------------------ | ------------ | ---- | --------- | ------- | ----- |
| 1   | 9  | Lucio Cecchinello    | MS Aprilia LCR           | Aprilia      | 22   | 41:31.696 | 1       | 25    |
| 2   | 24 | Toni Elías           | Telefonica Movistar jnr  | Honda        | 22   | +0.573    | 5       | 20    |
| 3   | 54 | Manuel Poggiali      | Gilera Racing            | Gilera       | 22   | +6.764    | 7       | 16    |
| 4   | 17 | Steve Jenkner        | LAE - UGT 3000           | Aprilia      | 22   | +6.854    | 6       | 13    |
| 5   | 41 | Yōichi Ui            | L & M Derbi              | Derbi        | 22   | +7.029    | 3       | 11    |
| 6   | 22 | Pablo Nieto          | L & M Derbi              | Derbi        | 22   | +7.558    | 15      | 10    |
| 7   | 26 | Daniel Pedrosa       | Telefonica Movistar jnr  | Honda        | 22   | +7.788    | 13      | 9     |
| 8   | 25 | Joan Olivé           | Telefonica Movistar jnr  | Honda        | 22   | +18.438   | 19      | 8     |
| 9   | 15 | Alex De Angelis      | Matteoni Racing          | Honda        | 22   | +18.602   | 20      | 7     |
| 10  | 16 | Simone Sanna         | Safilo Oxydo Race        | Aprilia      | 22   | +23.109   | 12      | 6     |
| 11  | 7  | Stefano Perugini     | Italjet Racing           | Italjet      | 22   | +23.232   | 4       | 5     |
| 12  | 29 | Ángel Nieto Jr       | Viceroy Team             | Honda        | 22   | +23.291   | 24      | 4     |
| 13  | 8  | Gianluigi Scalvini   | Italjet Racing           | Italjet      | 22   | +23.652   | 16      | 3     |
| 14  | 21 | Arnaud Vincent       | Team Fomma               | Honda        | 22   | +24.308   | 21      | 2     |
| 15  | 10 | Jarno Müller         | PEV-Spalt-ADAC Sachsen   | Honda        | 22   | +24.465   | 9       | 1     |
| 16  | 6  | Mirko Giansanti      | Axo Racing               | Honda        | 22   | +31.927   | 17      |       |
| 17  | 28 | Gábor Talmácsi       | Racing Service           | Honda        | 22   | +31.955   | 25      |       |
| 18  | 23 | Gino Borsoi          | LAE - UGT 3000           | Aprilia      | 22   | +33.274   | 14      |       |
| 19  | 18 | Jakub Smrž           | Budweiser Budvar Hanusch | Honda        | 22   | +42.904   | 22      |       |
| 20  | 19 | Alessandro Brannetti | Team Crae                | Aprilia      | 22   | +53.226   | 27      |       |
| 21  | 11 | Max Sabbatani        | Bossini Fontana Racing   | Aprilia      | 22   | +1:09.855 | 11      |       |
| 22  | 20 | Gaspare Caffiero     | Bossini Fontana Racing   | Aprilia      | 22   | +1:30.468 | 30      |       |
| 23  | 12 | Raúl Jara            | MS Aprilia LCR           | Aprilia      | 21   | +1 giro   | 28      |       |
| 24  | 77 | Adrián Araujo        | Liegeois Competition     | Honda        | 21   | +1 giro   | 31      |       |

### Ritirati
| Nº | Pilota          | Squadra                | Motocicletta | Giri | Griglia |
| -- | --------------- | ---------------------- | ------------ | ---- | ------- |
| 4  | Masao Azuma     | Liegeois Competition   | Honda        | 21   | 18      |
| 27 | Marco Petrini   | Racing Service         | Honda        | 12   | 26      |
| 5  | Noboru Ueda     | FCC-TSR                | TSR-Honda    | 9    | 2       |
| 39 | Jaroslav Huleš  | Matteoni Racing        | Honda        | 8    | 10      |
| 43 | Daniel Piñera   | By Queroseno Racing    | Honda        | 2    | 29      |
| 31 | Ángel Rodríguez | Valencia Circuit Aspar | Aprilia      | 0    | 8       |

### Non partito
| Nº | Pilota        | Squadra    | Motocicletta | Griglia |
| -- | ------------- | ---------- | ------------ | ------- |
| 34 | Eric Bataille | Axo Racing | Honda        | 23      |